# Bad Boys (canción de Zara Larsson)
«Bad Boys» (en español: «Chicos malos») es una canción interpretada por la cantante sueca Zara Larsson e incluida su primer álbum de estudio, 1 (2014). Compuesta por Marcus "Mack" Sepehrmanesh, y producida por Elof Loelv. El sencillo fue lanzado digitalmente el 23 de octubre de 2013. Desde su lanzamiento, ha alcanzado el puesto número 27 en Suecia, y en el número 33 en Dinamarca, donde recibió la certificación de oro.

## Vídeo musical
El videoclip, fue publicado el 29 de  octubre de 2013 y estuvo bajo la dirección de Måns Nyman. En el vídeo, muestra a Larsson realizando una coreografía de baile individual.

## Lista de canciones
| Descarga digital |                                        |          |  |
| N.º              | Título                                 | Duración |  |
| 1.               | «Bad Boys»                             | 2:13     |  |
| 2.               | «Bad Boys (Realiza tu propia versión)» | 2:13     |  |

## Posicionamiento en las listas

### Semanales
| Dinamarca | Tracklisten       | 33 |
| Suecia    | Sverigetopplistan | 27 |

## Certificaciones
| País      | Organismo certificador | Certificación | Ventas certificadas | Simbolización | Ref.  |
| --------- | ---------------------- | ------------- | ------------------- | ------------- | ----- |
| Dinamarca | IFPI — Dinamarca       | Oro           | 30 000              | ●             | [ 5 ] |

## Historial de lanzamientos
| País      | Fecha                   | Formato          | Discográfica      | Ref.   |
| --------- | ----------------------- | ---------------- | ----------------- | ------ |
| Suecia    | 13 de octubre de 2013   | Descarga digital | TEN · Universal   | [ 1 ]  |
| Dinamarca | 18 de noviembre de 2013 | Descarga digital | TEN · Epic · Sony | [ 10 ] |